# Dust Bolt
Dust Bolt ist eine Thrash-Metal-Band aus Landsberg am Lech, die 2007 gegründet wurde.

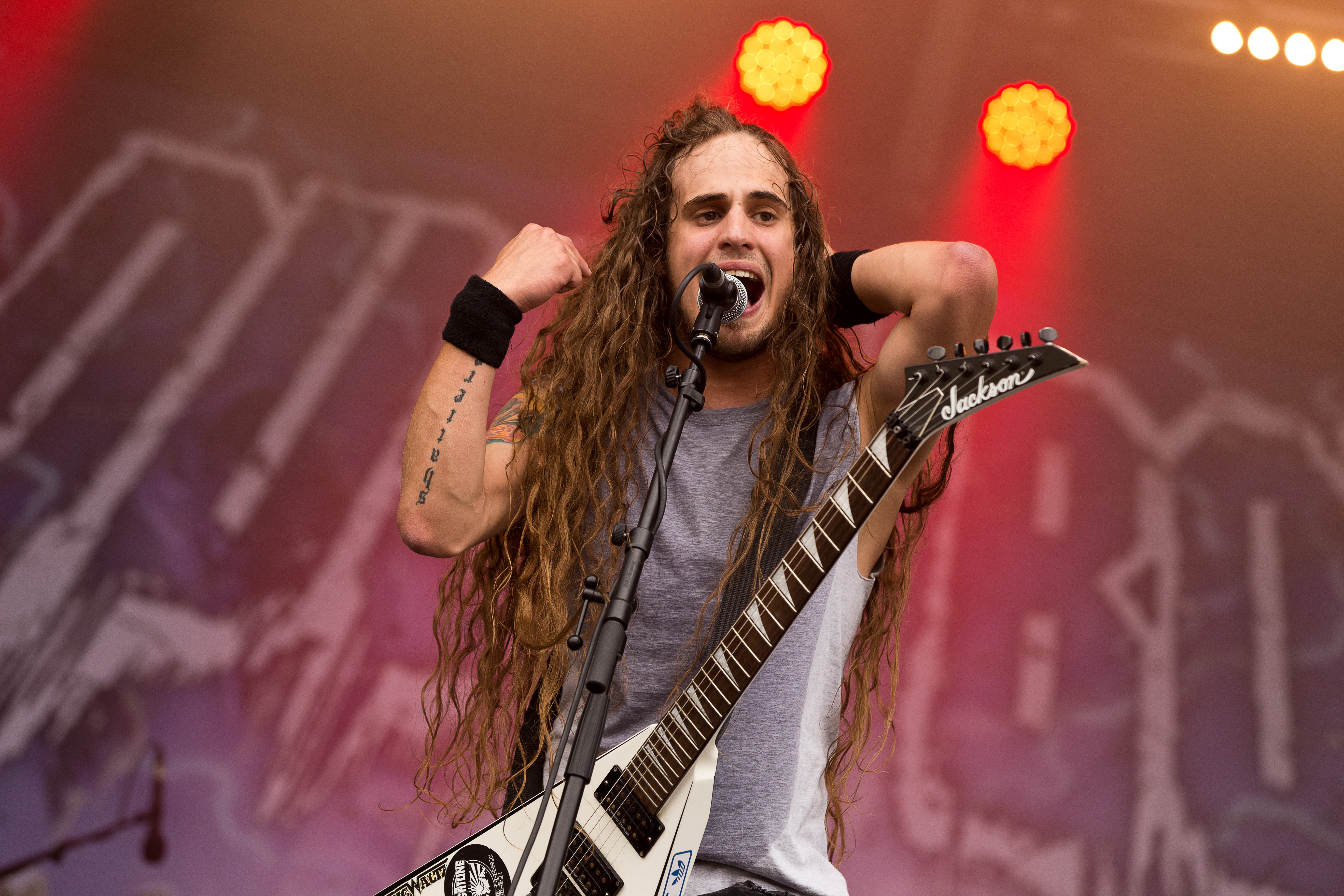
Sänger und Gitarrist Lenny „Bruce“ Breuss auf dem Rockharz 2016

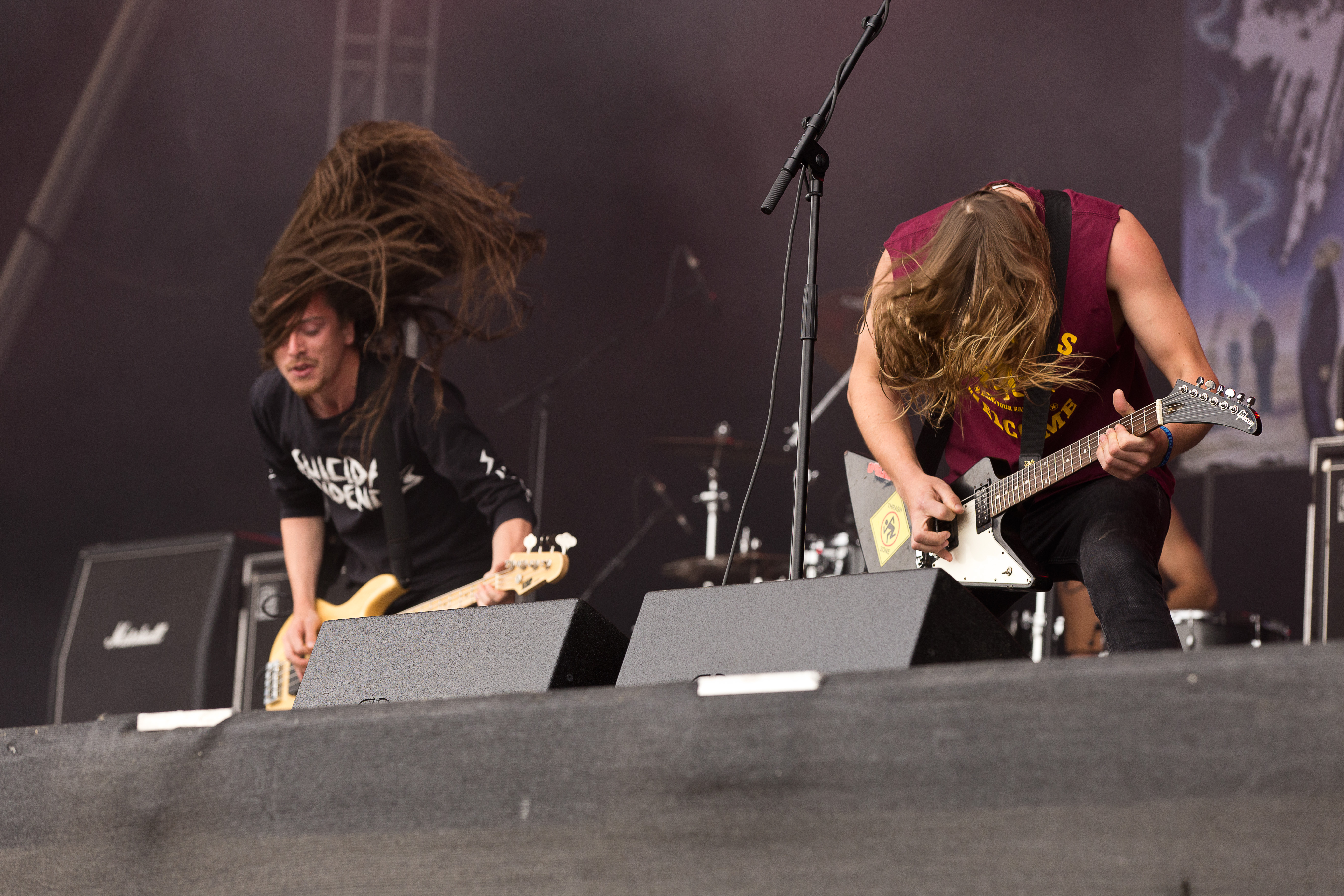
Bassist Bene Münzel und Gitarrist Flo Dehn auf dem Rockharz 2016

## Geschichte
Die Band wurde als Schülerband im Jahr 2007 zunächst noch unter dem Namen Die Letzten gegründet. Zusammen spielten sie zuerst Coverversionen von Punk-Liedern und kurz darauf änderten sie ihren Namen in Dust Bolt. Danach folgten die ersten Auftritte, unter anderem zusammen mit Sepultura und Napalm Death. Im November 2009 nahmen sie ihr erstes Demo Chaos Possession auf, das im April 2010 veröffentlicht wurde. Der Tonträger wurde vom Metal Hammer zum Demo des Monats ernannt. Es folgten weitere Konzerte mit Bands wie Disbelief, Circle II Circle, Obituary, Hypocrisy und Hackneyed. Zudem folgte eine Tour mit Six Feet Under und Debauchery.
Im Jahr 2011 nahm die Band als Gewinner der deutschen Metal Battle-Vorausscheidung auf dem Wacken Open Air an der Endrunde teil. Nachdem sie ihr Debüt zunächst unter Eigenregie aufnahmen, folgte ein Plattenvertrag bei Napalm Records. Ende Juli 2012 erschien ihr Debütalbum Violent Demolition bei Napalm Records, das von der Metal-Hammer-Redaktion mit 5 von 7 möglichen Punkten bewertet wurde.
Nach unzähligen Liveshows und Touren mit Bands wie Heathen, Generation Kill, Dr. Living Dead! und Weiteren, folgt 2014 das zweite Studioalbum Awake the Riot, mit welchem der Band der Durchbruch im deutschsprachigen Raum und auch auf internationaler Ebene gelang. Nach Veröffentlichung des Albums folgten Headliner Shows durch Deutschland, Österreich, Tschechien und Schweiz sowie Festival Auftritte wie u. a. auf dem Out&Loud Festival und die Band wird von der Presse als Nachwuchs Hoffnung im Thrash Metal betitelt. 2015 war Dust Bolt Teil der Inked in Blood European Tour 2015 durch ganz Europa als Support für Obituary. Für das restliche Jahr wurden erneute Shows mit Sepultura sowie Festivals wie das Summerbreeze Open Air bestätigt. Anfang 2016 begab sich die Band ins Studio um ihr drittes Album Mass Confusion aufzunehmen, welches am 8. Juli 2016 weltweit veröffentlicht wurde. Das Album wurde im Rahmen von vielen Festivalshows und einer anschließenden Headlinertour das restliche Jahr über promotet. 2017 folgte schließlich der große Sprung, als Dust Bolt als Teil der Battle of the Bays 2017 Tour durch die gesamte USA zusammen mit Obituary, Exodus & Power Trip tourten. Im Winter 2017 begannen die Arbeiten zum Nachfolgealbum Trapped in Chaos, bevor die Band im Frühjahr erneut in die USA reiste, um gemeinsam wochenlang mit Obituary, Skeletonwitch und Pallbearer durch die USA zu touren. Frontmann Lenny „Bruce“ Breuss, half auf dieser Tour sogar für 2 Shows als Leadgitarrist bei Obituary aus. Dust Bolt spielten im Laufe des Jahres außerdem auf Festivals wie dem Wacken Open Air & Bloodstock Open Air sowie eine Headliner Tournee durch Asien. Im Januar 2019 wurde ihr viertes Album Trapped in Chaos veröffentlicht, welches durch eine ausgiebige Tournee und Support Shows für Bands wie Hatebreed oder Testament beworben wurde. 2020 gab Bassist Bene Münzel seinen Ausstieg bekannt. Die Band spielte eine Europa-Tournee mit Unearth & Prong, bevor sie sich während der Corona-Pandemie zurückzog, um eine Pause einzulegen und an neuem Material zu arbeiten. Das nächste Album Sound & Fury, welches von Lenny Bruce selbst produziert wurde, ist für 2024 via AFM Records angekündigt und soll eine musikalische Stilweiterentwicklung - sowie Stilveränderung darstellen, sowie neue Elemente, mehr Klargesang und einen moderneren Sound integrieren.

## Stil
Die Band spielt Old-School-Thrash-Metal, wobei die Musik sich an klassischem Bay-Area Thrash Metal orientiert, jedoch einige moderne Klänge und Einflüsse andere Genres nicht auslässt. Ihr eigener Stil, der ebenso eine Mischung aus Bands wie Slayer und Kreator darstellt, ist auch deutlich an Crossover und Hardcore beeinflussten Parts erkennbar. Neben dem schnellen und aggressiven Thrash Metal, der jedoch auch von Melodien bei Gesang und Gitarren geprägt ist, ist die Band besonders für ihre energischen Live Shows bekannt.

## Diskografie

### Alben
- 2012: Violent Demolition (Napalm Records)
- 2014: Awake the Riot (Napalm Records)
- 2016: Mass Confusion (Napalm Records)
- 2019: Trapped in Chaos (Napalm Records)
- 2024: Sound & Fury (AFM Records)

### Demo
- 2010: Chaos Possession (Eigenveröffentlichung)

### Kompilationsbeitrag
- 2013: Jump in the Fire auf A Tribute to Kill ’Em All (Beilage zum Metal Hammer, Ausgabe Februar 2013)